# NGC 5469
NGC 5469 (również PGC 50740) – prawdopodobnie galaktyka soczewkowata (S0), znajdująca się w gwiazdozbiorze Wolarza.
Odkrył ją w 1883 roku Wilhelm Tempel. Identyfikacja obiektu NGC 5469 nie jest pewna, gdyż Tempel podał jej pozycję tylko w sposób opisowy, w dodatku błędnie zidentyfikował obiekt, względem którego tę pozycję podał. W bazie SIMBAD jako NGC 5469 skatalogowano inny obiekt.